# П'ятківська волость (Ольгопільський повіт)
П'ятківська волость — історична адміністративно-територіальна одиниця Ольгопільського повіту Подольської губернії.
Станом на 1885 рік складалася з 6 поселень, 5 сільських громад. Населення — 13151 особа (6770 чоловічої статі та 6381 — жіночої), 1666 дворових господарств.
|                     | Площа, дес. | У тому числі орної, дес. |
| ------------------- | ----------- | ------------------------ |
| Сільських громад    | 14629       | 12960                    |
| Приватної власності | 6063        | 2745                     |
| Казенної власності  | 389         | —                        |
| Іншої власності     | 281         | 218                      |
| Загалом             | 21362       | 15923                    |

Найбільші поселення волості станом на 1885:
- П'ятківка — колишнє власницьке село при річці Дохна за 15 верст від повітового міста, 3256 мешканців, 551 двір, 2 православні церкви, школа, постоялий будинок.
- Баланівка — колишнє власницьке село при річці Бернадинка, 4112 мешканців, 382 двори, 2 православні церкві, 2 постоялих будинки, водяний млин, винокурний завод.
- Бондурівка — колишнє власницьке село при річці Дохна, 2001 мешканець, 382 двори, православна церква,  постоялий будинок.
- Демівка — колишнє власницьке село, 943 мешканці, 140 дворів, православна церква,  постоялий будинок.
- Жабокричка — колишнє власницьке село при річці Дохна, 2389 мешканців, 226 дворів, 2 православні церкви, 2 постоялих будинки.